# حسادت (فیلم ۲۰۱۳)
حسادت (فرانسوی: La Jalousie‎) فیلمی در ژانر درام است که در سال ۲۰۱۳ منتشر شد. از بازیگران آن می‌توان به لویی گارل اشاره کرد.
این فیلم در بخش رقابت اصلی 70مین جشنواره بین‌المللی فیلم ونیز به نمایش درآمده است.